# تأثیر ادبیات فارسی در ادبیات انگلیسی
تأثیر ادبیات فارسی در ادبیات انگلیسی (به انگلیسی: Persian Literary Influence on English Literature) کتابی است از حسن جوادی دربارهٔ تأثیر ادبیات فارسی در ادبیات انگلیسی در دورانِ مدرن.

## متن
جدیدترین ویراستِ این کتاب در سالِ ۱۳۹۶ به زبان فارسی در تهران منتشر شد. پیش‌تر کتاب به زبان انگلیسی در کالیفرنیا و کلکته منتشر شده بود.

## نقد و نظر دربارهٔ کتاب
صاحب‌نظرانی چون بزرگ علوی و جان یوحنان و احمد سمیعی گیلانی و مجدالدین کیوانی و مصطفی حسینی دربارهٔ این کتاب مقاله نوشته و سخن گفته و عیب‌ها و هنرهایش را برشمرده‌اند.